# County Championship
Die County Championship ist der nationale First-Class-Cricket-Wettbewerb für England und Wales. An ihm nehmen die 18 sogenannten First-Class Counties teil, davon ein Team (Glamorgan) aus Wales.
Die offizielle County Championship begann erst 1890, zuvor wurden die County Champions durch die Presse proklamiert, die sich dabei nicht immer einig war. Der berühmte Wisden Cricketers’ Almanack führt eine explizit inoffizielle Liste englischer Meister seit 1864, die auf den Crickethistoriker Rowland Bowen zurückgeht. Die frühesten Berichte über ein County als englischen Meister stammen aus dem Jahr 1826. Die britische Post gab 1973 eine Briefmarke heraus, um das hundertjährige Jubiläum der County Championship zu begehen, allerdings wurden 1873 nur einheitliche Regelungen für die Qualifikation, d. h. Spielberechtigungen der Spieler für die Countyclubs festgelegt.
An der ersten offiziellen Meisterschafts-Saison 1890 nahmen Gloucestershire, Kent, Lancashire, Middlesex, Nottinghamshire, Surrey, Sussex und Yorkshire mit Hin- und Rückspielen teil. Die Ligaposition wurde durch die einfache Formel „Siege minus Niederlagen“ bestimmt. Im darauffolgenden Jahr trat Somerset der First-Class Meisterschaft bei, 1895 dann Derbyshire, Essex, Hampshire, Leicestershire und Warwickshire. Weitere County Teams folgten 1899 (Worcestershire), 1905 (Northamptonshire), 1921 (Glamorgan) und schließlich 1992 Durham.
Da bis zum Zweiten Weltkrieg die Mannschaften nie gleich viele Spiele in der Saison austrugen, wurde zur Bestimmung des Meisters die relative Siegausbeute aus den Spielen herangezogen, ausgenommen Draws. Von 1910 bis 1967 wurden unterschiedliche Systeme angewandt. In der ersten Saison nach dem Ersten Weltkrieg 1919 gingen die Spiele nur über zwei statt drei Tage und Worcestershire nahm in diesem Jahr noch nicht wieder teil. Seit 1968 hat sich trotz häufiger Modifikationen ein System etabliert, bei dem zusätzlich zu den Punkten für einen Sieg noch Bonuspunkte für Runs bzw. Wickets in den ersten 120 Over (Stand 2009) der ersten Innings beider Mannschaften vergeben werden. Seit 1996 gibt es auch Punkte für ein Draw. Die Spiele sind nach einer Übergangsphase in den 1980er Jahren heute auf vier Tage angesetzt. Mit Schweppes erhielt die Meisterschaft 1977 ihren ersten Sponsor. Im Jahr 2000 wurde sie in eine 1. und 2. Division mit drei Auf- bzw. Absteigern geteilt, ab der Saison 2006 wurde diese Zahl auf zwei verringert.

## Mannschaften

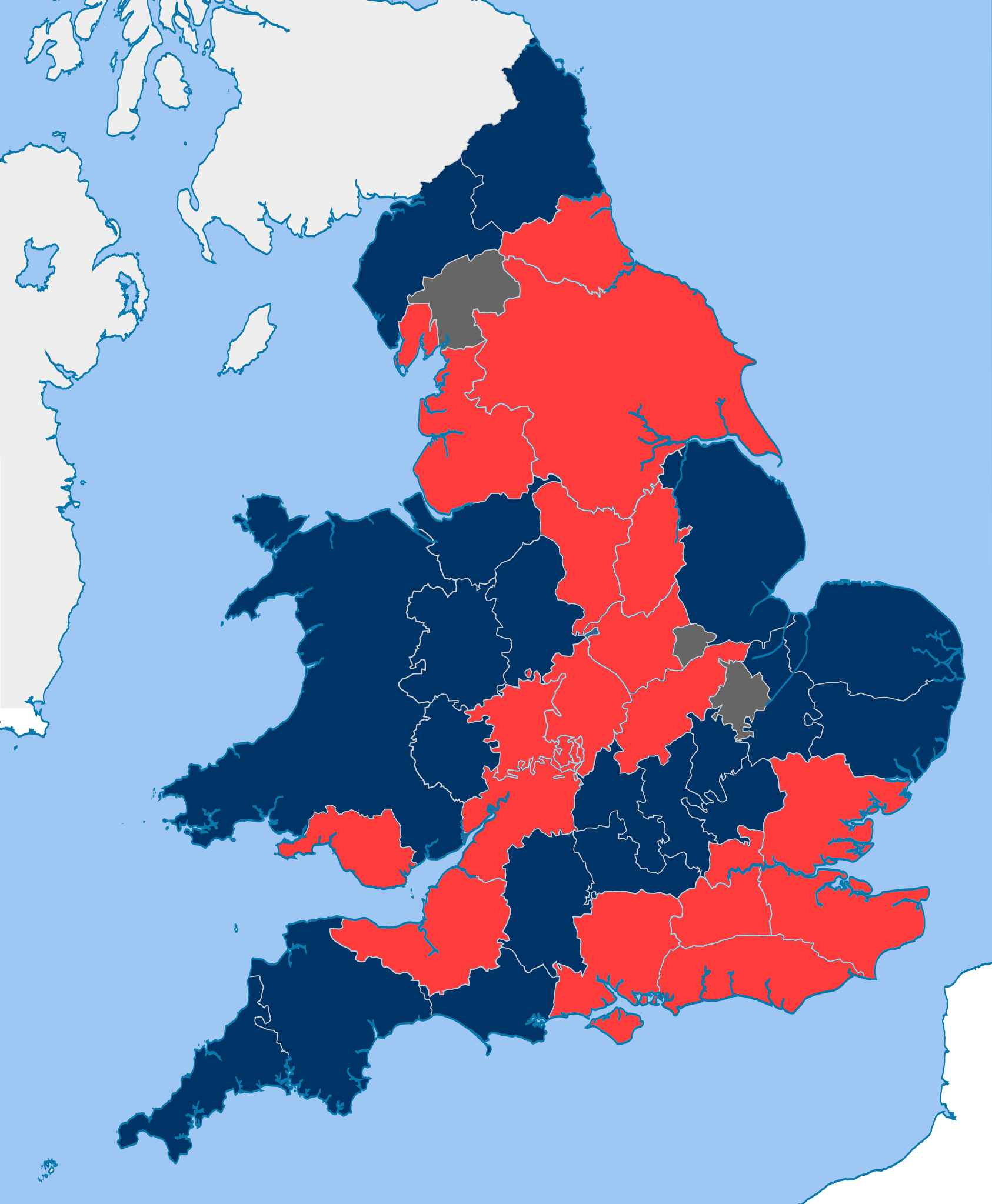
Regionen der Mannschaften im County Cricket:
First-Class Counties (der County Championship)
National Counties (früher Minor Counties genannt)
Andere Grafschaften

An der County Championship nehmen heute 18 Mannschaften teil:
|                  | Teilnahme seit |
| ---------------- | -------------- |
| Derbyshire       | 1895           |
| Durham           | 1992           |
| Essex            | 1895           |
| Glamorgan        | 1921           |
| Gloucestershire  | 1890           |
| Hampshire        | 1895           |
| Kent             | 1890           |
| Lancashire       | 1890           |
| Leicestershire   | 1895           |
| Middlesex        | 1890           |
| Northamptonshire | 1905           |
| Nottinghamshire  | 1890           |
| Somerset         | 1891           |
| Surrey           | 1890           |
| Sussex           | 1890           |
| Warwickshire     | 1895           |
| Worcestershire   | 1899           |
| Yorkshire        | 1890           |

## County Champions
| Saison | 1. Division     | Absteiger                                    | 2. Division      | weitere Aufsteiger                |
| ------ | --------------- | -------------------------------------------- | ---------------- | --------------------------------- |
| 2024   | Surrey          |                                              |                  |                                   |
| 2023   | Surrey          | Middlesex, Northamptonshire                  | Durham           | Worcestershire                    |
| 2022   | Surrey          | Yorkshire, Gloucestershire                   | Nottinghamshire  | Middlesex                         |
| 2021   | Warwickshire    | keine Absteiger                              | Essex            | keine Aufsteiger                  |
| 2019   | Essex           | Nottinghamshire                              | Lancashire       | Northamptonshire, Gloucestershire |
| 2018   | Surrey          | Lancashire, Worcestershire                   | Warwickshire     | Kent                              |
| 2017   | Essex           | Middlesex, Warwickshire                      | Worcestershire   | Nottinghamshire                   |
| 2016   | Middlesex       | Hampshire, Nottinghamshire                   | Essex            |                                   |
| 2015   | Yorkshire       | Sussex, Worcestershire                       | Surrey           | Lancashire                        |
| 2014   | Yorkshire       | Northamptonshire, Lancashire                 | Hampshire        | Worcestershire                    |
| 2013   | Durham          | Derbyshire, Surrey                           | Lancashire       | Northamptonshire                  |
| 2012   | Warwickshire    | Lancashire, Worcestershire                   | Derbyshire       | Yorkshire                         |
| 2011   | Lancashire      | Yorkshire, Hampshire                         | Middlesex        | Surrey                            |
| 2010   | Nottinghamshire | Essex, Kent                                  | Sussex           | Worcestershire                    |
| 2009   | Durham          | Sussex, Worcestershire                       | Kent             | Essex                             |
| 2008   | Durham          | Kent, Surrey                                 | Warwickshire     | Worcestershire                    |
| 2007   | Sussex          | Warwickshire, Worcestershire                 | Somerset         | Nottinghamshire                   |
| 2006   | Sussex          | Nottinghamshire, Middlesex                   | Surrey           | Worcestershire                    |
| 2005   | Nottinghamshire | Surrey, Gloucestershire, Glamorgan           | Lancashire       | Durham, Yorkshire                 |
| 2004   | Warwickshire    | Worcestershire, Lancashire, Northamptonshire | Nottinghamshire  | Hampshire, Glamorgan              |
| 2003   | Sussex          | Essex, Nottinghamshire, Leicestershire       | Worcestershire   | Northamptonshire, Gloucestershire |
| 2002   | Surrey          | Hampshire, Somerset, Yorkshire               | Essex            | Middlesex, Nottinghamshire        |
| 2001   | Yorkshire       | Northamptonshire, Glamorgan, Essex           | Sussex           | Hampshire, Warwickshire           |
| 2000   | Surrey          | Hampshire, Durham, Derbyshire                | Northamptonshire | Essex, Glamorgan                  |

| - 1999 Surrey - 1998 Leicestershire - 1997 Glamorgan - 1996 Leicestershire - 1995 Warwickshire - 1994 Warwickshire - 1993 Middlesex - 1992 Essex - 1991 Essex - 1990 Middlesex - 1989 Worcestershire - 1988 Worcestershire - 1987 Nottinghamshire - 1986 Essex - 1985 Middlesex - 1984 Essex - 1983 Essex - 1982 Middlesex - 1981 Nottinghamshire - 1980 Middlesex - 1979 Essex - 1978 Kent - 1977 Kent/Middlesex - 1976 Middlesex - 1975 Leicestershire - 1974 Worcestershire |  | - 1973 Hampshire - 1972 Warwickshire - 1971 Surrey - 1970 Kent - 1969 Glamorgan - 1968 Yorkshire - 1967 Yorkshire - 1966 Yorkshire - 1965 Worcestershire - 1964 Worcestershire - 1963 Yorkshire - 1962 Yorkshire - 1961 Hampshire - 1960 Yorkshire - 1959 Yorkshire - 1958 Surrey - 1957 Surrey - 1956 Surrey - 1955 Surrey - 1954 Surrey - 1953 Surrey - 1952 Surrey - 1951 Warwickshire - 1950 Lancashire/Surrey - 1949 Middlesex/Yorkshire - 1948 Glamorgan |  | - 1947 Middlesex - 1946 Yorkshire - 1940–45 nicht ausgetragen - 1939 Yorkshire - 1938 Yorkshire - 1937 Yorkshire - 1936 Derbyshire - 1935 Yorkshire - 1934 Lancashire - 1933 Yorkshire - 1932 Yorkshire - 1931 Yorkshire - 1930 Lancashire - 1929 Nottinghamshire - 1928 Lancashire - 1927 Lancashire - 1926 Lancashire - 1925 Yorkshire - 1924 Yorkshire - 1923 Yorkshire - 1922 Yorkshire - 1921 Middlesex - 1920 Middlesex - 1919 Yorkshire - 1915–18 nicht ausgetragen - 1914 Surrey |  | - 1913 Kent - 1912 Yorkshire - 1911 Warwickshire - 1910 Kent - 1909 Kent - 1908 Yorkshire - 1907 Nottinghamshire - 1906 Kent - 1905 Yorkshire - 1904 Lancashire - 1903 Middlesex - 1902 Yorkshire - 1901 Yorkshire - 1900 Yorkshire - 1899 Surrey - 1898 Yorkshire - 1897 Lancashire - 1896 Yorkshire - 1895 Surrey - 1894 Surrey - 1893 Yorkshire - 1892 Surrey - 1891 Surrey - 1890 Surrey |

## Siege nach County 1890–2024
- Yorkshire 32 plus 1 geteilt
- Surrey 22 plus 1 geteilt
- Middlesex 11 plus 2 geteilt
- Lancashire 8 plus 1 geteilt
- Warwickshire 8
- Essex 8
- Kent 6 plus 1 geteilt
- Nottinghamshire 6
- Worcestershire 5
- Durham 3
- Glamorgan 3
- Leicestershire 3
- Sussex 3
- Hampshire 2
- Derbyshire 1

Drei First Class Countys haben noch nie den Meistertitel gewonnen: Gloucestershire, Northamptonshire und Somerset.